# Oživení (spolek)
Oživení je spolek se sídlem v Praze, který se od roku 1999 zabývá problematikou střetu zájmů, korupce a transparentnosti veřejného sektoru. Spolek vznikl v roce 1997 jako občanské sdružení s cílem podporovat v České republice rozvoj cyklostezek a cyklotras a udržitelnou dopravu.

## Cíle spolku
- prosazování principů odpovědnosti a transparentnosti ve veřejné správě,
- rozvoj občanské společnosti, demokracie a právního státu,
- podpora aktivní účasti občanů na správě věcí veřejných.
- omezení korupčního chování a střetů zájmů,
- kvalitní protikorupčních legislativa
- fungování samospráv[2]

## Témata, kterými se spolek zabývá
- Právo na informace[3][4]
- Veřejné zakázky
- Střet zájmů
- Dotace
- Rozhodovací procesy obcí
- Hospodaření obcí
- Odpovědnost vůči obci (vymáhání odpovědnosti)
- Městské obchodní společnosti
- Radniční periodika
- Ochrana oznamovatelů
- Manipulace volebních výsledků

K těmto tématům vydávají odborné publikace.